# Macrohasseltia macroterantha
Macrohasseltia macroterantha är en videväxtart som först beskrevs av Paul Carpenter Standley och L. O.Williams, och fick sitt nu gällande namn av Louis Otho Otto Williams. Macrohasseltia macroterantha ingår i släktet Macrohasseltia och familjen videväxter. Inga underarter finns listade i Catalogue of Life.